# Faringàlgia
El mal de coll, mal de gola, faringàlgia o faringodínia, és dolor o irritació de la gola. Generalment, és causada per faringitis (inflamació de la gola), amigdalitis (inflamació de les amígdales) o deshidratació, que provoca l'assecament de la gola. També pot resultar d'un traumatisme.
Al voltant del 7,5% de les persones tenen mal de coll en qualsevol període durant tres mesos.